# Grabowhöfe
Grabowhöfe település Németországban, Mecklenburg-Elő-Pomeránia tartományban. Lakosainak száma 1371 fő (2023. december 31.).

## Népesség
A település népességének változása:
| Lakosok száma | 1351 | 1333 | 1338 | 1355 | 1371 |
|               | 2017 | 2019 | 2021 | 2022 | 2023 |